# 萨拉·斯托里
萨拉·乔安妮·斯托里女爵士（1977年10月26日—），本姓贝利（Baliey），是英国游泳暨自行车运动员，曾多次获得残疾人奥林匹克运动会奖牌，并六度在全英场地自行车锦标赛（健全人赛事）夺冠（2次追逐赛、1次积分赛、3次团体追逐赛）。
斯托里累计获得30枚残奥奖牌，其中金牌19枚，是为英国最佳残奥运动员（按金牌数）暨有史以来获得奖牌最多的残奥运动员。19岁前，她就已经获得五枚金牌。
斯托里曾获得29次世界冠军（游泳6次，自行车23次）和21次欧洲冠军（游泳18次，自行车3次），持有75项世界纪录。1992年至2024年，她九入残奥，被认为是最资深的残奥运动员。
巅峰时期，斯托里进步迅速，在场地自行车项目上可与健全精英选手分庭抗礼，更一度入围英国奥运代表团参加团体追逐赛。在此期间，她赢得了多枚国际自盟场地自行车世界杯团体追逐赛金牌，并以不到600米的差距险些打破女子（健全人）小时世界纪录，刷新全英纪录。目前她仍为女子3000米个人追逐赛和小时纪录保持者。
2021年9月2日，斯托里在女子公路自行车C4-5级比赛获得个人第17枚金牌，超越曾获得16枚金牌的迈克·肯尼，成为英国最成功的残奥运动员。

## 早年岁月
斯托里生于曼彻斯特，本姓贝利（Bailey）。因左臂在子宫内受脐带缠绕，左手未能正常发育，无法发挥功能。在校就读期间，她时遭同学欺凌，并一度面临饮食失调的问题。十岁时，她报名参加游泳队，惟被教练告知参训为时已晚，难有成效。

## 游泳生涯

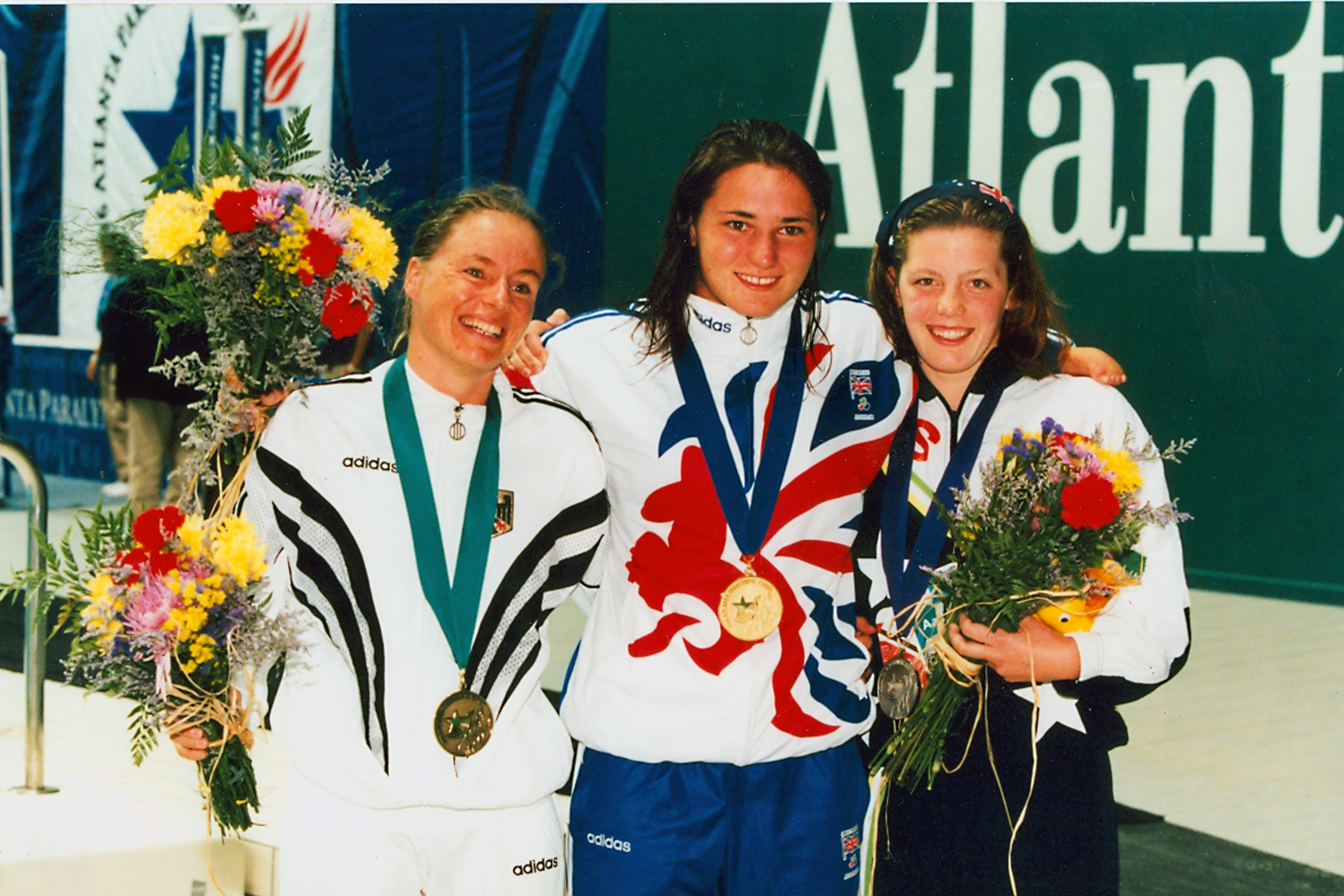
摄于1996年亚特兰大残奥会，斯托里（当时仍姓贝利）位于正中

斯托里曾以游泳运动员的身份投身残奥。1992年，14岁的她参加巴塞罗那残奥会，获得2金3银1铜。
1996年亚特兰大残奥会，她在100米仰泳和200米个人混合泳获得双料金牌。尽管患上慢性疲勞症候群，她仍坚持游泳，转型前曾参加悉尼及雅典残奥会，获得四银一铜。

## 自行车生涯

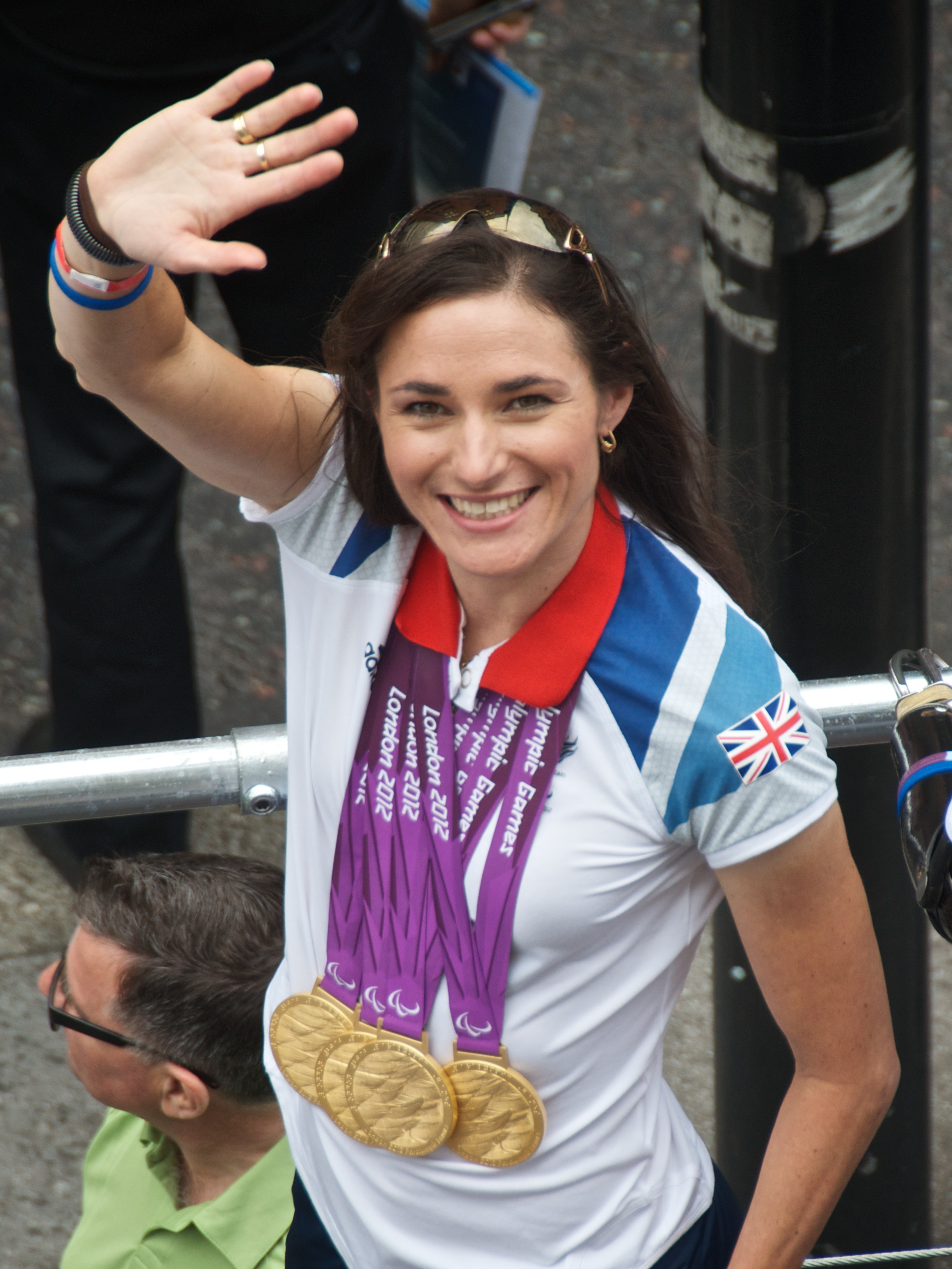
斯托里在2012年“吾等伟大之队”游行中

2008年北京残奥会，她在个人追逐赛和公路赛夺得双料金牌，而其成绩足以进入奥运会决赛前八名。斯托里同时参加健全人赛事，于残奥夺冠八日后夺得3000米全英场地自行车追逐赛冠军，2009年卫冕。2014年，她在积分赛中获胜，实现场地自行车三连冠。
斯托里获得了代表英格兰参加2010年英联邦运动会的资格，是为“首位参加英联邦运动会的英格兰残疾人自行车运动员”，与健全人同台竞争。她也是继射箭运动员丹妮尔·布朗之后第二位代表英格兰参加英联邦运动会的残奥运动员。
2011年，斯托里争取2012年伦敦奥运会女子团体追逐赛英国代表团的三个席位之一。尽管她是2011年12月在哥伦比亚卡利举办的世界杯冠军队的一员，但她最终得知自己已被踢出团体追逐队。
2012年伦敦残奥会，斯托里摘获女子个人追逐赛C5级冠军，是为英国首金
。她另在500米计时赛C4-5级、个人公路自行车计时赛C5级 和个人公路赛C4-5级夺金。
2014年，斯托里夫妇创办珍珠泉体育国际女子业余自行车队，以支持“铲除乳腺癌”（Boot Out Breast Cancer）慈善组织。该车队在2014年和2015年英国公路自行车赛季中派出队伍参赛。
2015年2月28日，斯托里在倫敦室內自行車館尝试打破一小时世界纪录。最终她骑出了45.502公里的成绩，比伦蒂恩·泽拉尔德-范穆尔塞尔2003年创下的总世界纪录差563米——尽管如此，斯托里的成绩仍创造了C5级残奥自行车项目的新世界纪录，并刷新了英国纪录。
2016年里约残奥会，斯托里在300米个人追逐赛C5级夺冠，成为全英最为成功的女子残奥运动员。2021年东京残奥会，她在女子个人追逐赛C5级比赛蝉联金牌，摘获英国首金。这是她的第五枚场地自行车金牌暨第十枚自行车项目金牌，也是她的第15枚残奥金牌。在夏残奥会资格赛中，她以4秒之差刷新了自己的个人追逐赛C5级世界纪录。
2024年巴黎残奥会，她获得了个人第十八枚金牌，实现公路自行车五连冠。

## 个人生活
斯托里2007年与残奥自行车导盲员兼教练巴尼·斯托里结婚，2013年6月30日产下一女，2017年10月14日得子。两人现生活在柴郡迪斯利。
2019年4月，斯托里被任命为谢菲尔德市地区的“积极出行事务专员”（Active Travel Commissioner）。2024年4月，斯托里当选为兰开夏郡板球俱乐部主席。

## 所获荣誉
因“在残疾人游泳领域有所贡献”，斯托里于1998年新年授勋仪式获英帝国员佐勋章。北京残奥会后，她又因“在残疾人体育领域有所贡献”于2009年新年授勋仪式获得英帝国官佐勋章。2012年，斯托里获曼彻斯特大学颁发荣誉学位。伦敦残奥会后，因“在残疾人自行车领域有所贡献”，她于2013年新年授勋仪式获英帝國女爵級司令勳章。
斯托里曾被提名为劳伦斯世界体育奖年度残疾人运动员和2012年度英国广播公司年度体育人物。2020年获星期日泰晤士報评为年度残疾人运动员，有关结果在网上颁奖典礼上公布。2024年，斯托里再获提名英国广播公司年度体育人物。

## 世界纪录
| 日期           | 项目                  | 耗时/距离 | 赛事                           | 举办地                 | 参     |
| -------------- | --------------------- | --------- | ------------------------------ | ---------------------- | ------ |
| 2005年8月14日  | 3000米个人追逐赛LC1级 | 4'01"140  |                                | 荷兰阿尔克马尔         | [ 88 ] |
| 2006年9月11日  | 3000米个人追逐赛LC1级 | 3'53"107  |                                | 瑞士艾格勒             | [ 88 ] |
| 2006年9月12日  | 3000米个人追逐赛LC1级 | 3'51"666  |                                | 瑞士艾格勒             | [ 88 ] |
| 2007年8月22日  | 3000米个人追逐赛LC1级 | 3'48"622  |                                | 法国波尔多             | [ 88 ] |
| 2008年9月10日  | 3000米个人追逐赛LC1级 | 3'36"637  | 2008年夏季残疾人奥林匹克运动会 | 中国北京市             | [ 88 ] |
| 2009年11月7日  | 3000米个人追逐赛LC1级 | 3'34"266  |                                | 英国曼彻斯特           | [ 88 ] |
| 2011年11月29日 | 3000米个人追逐赛C5级  | 3'33"248  |                                | 英国曼彻斯特           | [ 88 ] |
| 2012年8月30日  | 3000米个人追逐赛C5级  | 3'32"170  | 2012年夏季残疾人奥林匹克运动会 | 英国伦敦               | [ 88 ] |
| 2014年4月2日   | 3000米个人追逐赛C5级  | 3'32"050  |                                | 墨西哥阿瓜斯卡連特斯州 | [ 88 ] |
| 2015年2月28日  | 小时纪录C5级          | 45.502 km | UCI場地單車世界盃              | 英国倫敦室內自行車館   | [ 88 ] |
| 2016年9月8日   | 3000米个人追逐赛C5级  | 3'31"394  | 2016年夏季帕拉林匹克運動會     | 巴西里约热内卢         | [ 88 ] |